# الغرب الأمريكي المعاصر

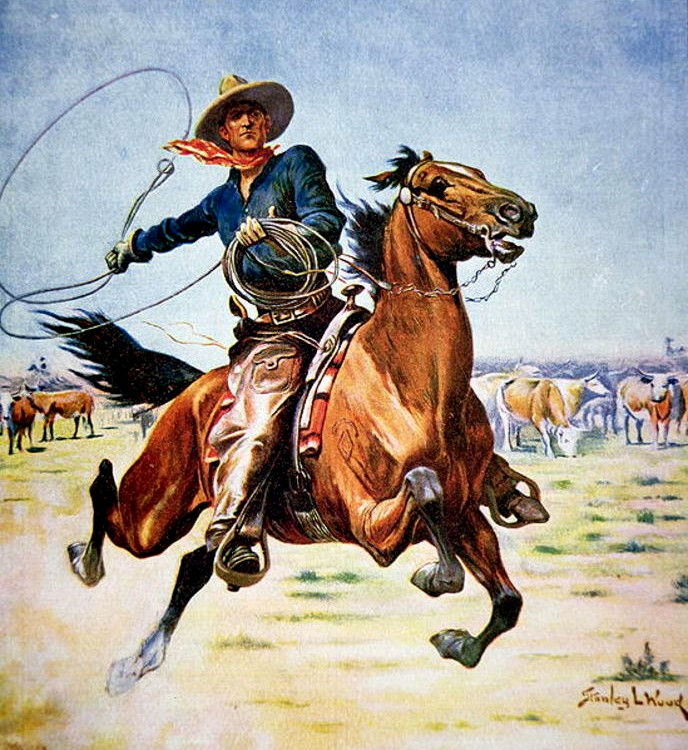
رعاة البقر في تكساس للفنان ستانلي إل. وود (1866-1928)، رسام إنجليزي

الغرب المعاصر هو نوع من الغرب الأمريكي الذي يتضمن الأشياء المعاصرة ويستخدم موضوعات الغرب القديم، والنماذج الأصلية ، مثل السهول المفتوحة، والمناظر الطبيعية الصحراوية، أو المعارك النارية ورعاة البقر.

## أمثلة
اختلال ضال.